# حمض البول
حمض البول أو حمض اليوريك أو الحامض البولي أو حمض البوليك (بالإنجليزية: Uric Acid)‏ مركب حلقي غير متجانس مركب طبيعي بالجسم مكون من الكربون والأكسجين والنتروجين والهيدروجين، وهو الناتج النهائي لاستقلاب البورينات في جسم الإنسان.  والبورينات هي مركبات طبيعية توجد في الأطعمة بنسب مختلفة. كيميائياً هو المركب C5H4N4O3. المجال السوي لحمض البول في الدم عند الرجال (1.5- 7) ملغ / 100 مل ويكون أقل بقليل عند النساء.
يؤدي ارتفاع حمض البول بالدم إلى حدوث داء الحصيات البولية و/أو النقرس.

## التركيب
حمض اليوريك أو حمض البوليك هو عبارة عن مركب ينتج من أيض البروتين إلى مادة بورين نهايةً به، وهو يتكون من عنصر الكربون وعنصر الأكسجين وعنصر النيتروجين وعنصر الهيدروجين. ومادة البورين موجودة في بعض أنواع الطعام الغنية بالبروتين، والإفراط في تناول هذه الأطعمة الغنية بالبروتينات يزيد من نسبة حمض اليوريك في الدم ويترسب في المفاصل مؤدياً لحدوث إلتهابات فيها ويسبب في ما يعرف (بمرض النقرس)، وكما قد يتسبب بتشكل حصوات في الكلى. وأي خلل في عملية أيض البروتينات قد يتسبب في زيادة مستوى هذا الحمض في الدَّم أيضاً ويؤدي بدوره إلى ما ذكرناه سابقاً. والمستوى الطبيعي لحمض اليوريك في الدَّم بالنسبة للذكور: 3.4 – 7.0 ملغرام/ديسيلتر، وبالنسبة للإناث يكون المستوى الطبيعي: 2.4 – 6.0 ملغرام/ديسيلتر.

## تأثيره
إن حمض اليوريك ينتج من أيض البروتينات وبعض أنواع الطعام المحتوية على مادة البيورين، وينتقل هذا الحمض إلى الكلى عبر الدَّم ليتم تصفيته هناك، ويتم إخراجه مع نواتج البول كون الجسم لا يستفيد منه. وعندما يتم تناول هذه الأطعمة وإستهلاكها بإفراط ترتفع نسبته في الدَّم بشكلٍ كبير بحيث لا تستطيع الكلى تصفيتها جميعاً، فتترسب فيها مشكلة حصاة الكلى، وكما تذهب إلى المفاصل وخاصة مفاصل أصابع القدم وتترسب هناك مسببة إلتهاب المفاصل وآلام شديدة فيها وحدوث داء النقرس. ويعرف داء النقرس بداء الملوك أو داء الأغنياء، والسبب في ذلك لأنَّه يصيب في الغالب طبقة الملوك والأغنياء الذين يتناولون اللحوم بكثرة.